# BABY MAGIC
『BABY MAGIC』（ベイビー・マジック）は、MAGICの8枚目のオリジナル・アルバム。1997年6月11日にトーラスレコードから発売。移籍第一弾。

## 内容
NOBODYプロデュース第2弾及び唯一、「次の日曜日」の作曲を手がけたドラム・菅井敏昭在籍最後のアルバム。「永遠の憂鬱 -Eternity-」のイントロ部分は謝辞のような台詞を逆再生したもの。

## 収録曲
特記以外作詞・作曲・全編曲：NOBODY
1. SPY A-GO-GO（Instrumental）（2：28）[1]
2. BABY MAGIC EYES（Album Version）（3：13）[1]
作詞：相澤由美子・NOBODY
3. FATTY BETTY（2：48）[1]
作曲：小坂浩人
4. THANK YOU NOWHERE MAN（3：46）[1]
作詞・作曲：上澤津孝
5. HEY, BAD BOY（2：40）[1]
作詞：上澤津孝
6. TRIUMPH CAT（3：50）[1]
作詞・作曲：谷田部憲昭
7. マーシャルの逆襲（1：40）[1]
作曲：小坂浩人
8. HAIRCUT RUG（Instrumental）（1：41）[1]
9. 永遠の憂鬱 -Eternity-（2：56）[1]
作詞・作曲：上澤津孝
10. 次の日曜日（3：25）[1]
作曲：菅井敏昭
11. RUN, BABY RUN（4：18）[1]
作詞：上澤津孝
12. We Are Magic（1：36）[1]
作詞・作曲：上澤津孝